# Сильдару, Келли
Ке́лли Сильдару (эст. Kelly Sildaru; род. 17 февраля 2002, Таллин) — эстонская фристайлистка, специализирующийся в дисциплинах хафпайп, слоупстайл, биг-эйр и суперпайп, чемпионка мира 2019 года в хафпайпе, 4-кратный победитель X-Games в слоупстайле. Чемпионка зимних юношеских Олимпийских игр 2020 года в слоупстайл. Бронзовый призер Олимпийских игр 2022 года в слоупстайле.

## Карьера
В январе 2017 года завоевала свое второе юниорское золото на зимних Всемирных экстремальные играх в дисциплине слоупстайл.
На Зимних олимпийских играх 2018 года должна была представлять Эстонию, но из-за травмы колена вынуждена была пропустить соревнование.
В 2019 году на чемпионате мира по лыжному фристайлу и сноуборду Келли Сильдару в хафпайпе завоевала свою первую золотую медаль. На родине была признана лучшей спортсменкой Эстонии 2019 года.
18 января 2020 года выиграла золотую медаль в слоупстайле на зимних юношеских Олимпийских играх в Лозанне, набрав 93,75 балла. В этом же году на зимних Всемирных экстремальные играх в дисциплинах суперпайп и слоупстайл завоевала две золотые медали.
В 2022 году на зимних Всемирных экстремальные играх в дисциплине суперпайп завоевала золотую медаль.

## Олимпийские игры 2022
На открытии Олимпийских игр Сильдару была выбрана вместе с Мартином Химма знаменосцем сборной Эстонии и она же была знаменосцем на закрытии.
Келли Сильдару не сумела выйти в финал соревнований в биг-эйр, в квалификации она заняла семнадцатое место, набрав в сумме 125,50 балла.
15 февраля стала бронзовым призером в слоупстайле, заработав 82.06 балла.
18 февраля заняла четвертое место в финале соревнований по хафпайпу, набрав 87 баллов.

## Результаты

### Олимпийские игры
| Место | Дата            | Место проведения | Вид        | Победитель |
| ----- | --------------- | ---------------- | ---------- | ---------- |
| 3     | 15 февраля 2022 | Пекин            | слоупстайл | —          |

### Юношеские Олимпийские игры
| Место | Дата           | Место проведения | Вид        | Победитель |
| ----- | -------------- | ---------------- | ---------- | ---------- |
| 1     | 18 января 2020 | Лозанна          | Слоупстайл | —          |

### Чемпионат мира
| Место | Дата           | Место проведения | Вид     | Победитель |
| ----- | -------------- | ---------------- | ------- | ---------- |
| 1     | 9 февраля 2019 | Парк-Сити        | Хафпайп | —          |

### Зимние X-Games
- 9 медалей — (6 золота, 2 серебра, 1 бронза)

| Год     |            |                         |                         |                         |
| Возраст | Слоупстайл | Суперпайп               | Биг-эйр                 |                         |
| 2016    | 13         | золото                  | —                       | —                       |
| 2017    | 14         | золото                  | —                       | серебро                 |
| 2018    | 15         | пропустила из-за травмы | пропустила из-за травмы | пропустила из-за травмы |
| 2019    | 16         | золото                  | серебро                 | бронза                  |
| 2020    | 17         | золото                  | золото                  | —                       |
| 2022    | 19         | —                       | золото                  | —                       |

## Награды
- Лучший молодой спортсмен Эстонии (5): 2016[19], 2017, 2018[20], 2019[21], 2020[22]
- Спортсменка года Эстонии (2): 2019[21], 2022[23]
- Лучший спортсмен года по версии Академии спорта США (1): 2019[24]

### Государственные
- Кавалер ордена Белой звезды 3-й степени (2022)[25].

## Семья
- Тынис Сильдару — отец и тренер Келли Сильдару[26]
- Хенри Сильдару — брат, фристайлист, чемпион Эстонии 2019 года в слоупстайле[27][28]

## Вне спорта
20 мая 2022 года стало известно, что Келли Сильдару стала первой представительницей Эстонии, по образу которой в рамках кампании Dream Gap сделают куклу Барби.